# Pilce
Pilce – wyludniona wieś w Polsce, położona w województwie dolnośląskim, w powiecie ząbkowickim, w gminie Kamieniec Ząbkowicki. W latach 1975–1998 należała administracyjnie do województwa wałbrzyskiego.
| SIMC       | Nazwa  | Rodzaj               |
| ---------- | ------ | -------------------- |
| nie nadano | Oderwa | wyludniona część wsi |

## Historia
Pilce były starą osadą słowiańską, która została lokowana w 1256 roku jako własność książęca. Potem należały do niejakiego Cunrada de Rybnicza. W 1348 toczył on spór o nie z opatem z pobliskiego Kamieńca. Ostatecznie spór został zakończony w 1383, kiedy to opat Konrad zakupił wieś dla klasztoru Cystersów w Kamieńcu. Pilce pozostały ich własnością do kasaty dóbr kościelnych na początku XIX wieku. Wieś od początku nękały i niszczyły częste powodzie. Pierwsze większe odnotowano w 1344 i 1364 roku. W 1726 obciążenia podatkowe z majątku klasztornego szacowano na 162, a chłopów na 1380 talarów, a nie była to wielka posiadłość i spora osada. W roku 1765 jej wartość wyceniano na 3666 talarów, a mieszkało w niej 16 kmieci, 6 zagrodników, 40 chałupników i 7 rzemieślników. W 1785 był tu nawet dom gminny, a mieszkało 16 kmieci, 24 zagrodników i 13 chałupników.
W 1810 roku miała miejsce konfiskata dóbr zakonnych, w wyniku której Cystersi utracili swoje posiadłości. Pilce stały się własnością skarbu państwa. W 1812 majątek nabyła siostra króla Prus Fryderyka Wilhelma III, Fryderyka Luiza Wilhelmina von Hohenzollern, pierwsza królowa Holandii. W roku 1825 wieś liczyła 71 domów. Katolicy należeli do pobliskiej parafii pw. św. Anny w Przyłęku. W 1840 Pilce odziedziczyła po matce i ojcu – Wilhelmie I Holenderskim – Marianna Orańska, małżonka Albrechta Pruskiego. Wieś liczyła wtedy już 74 domy. Była tu szkoła katolicka (zbudowana w 1836 r). Dopiero w 1850 powstał tu niewielki kościół. Wieś nadal zalewana była przez powodzie.
Po II wojnie światowej wieś została włączona wraz z obszarem Dolnego Śląska do Polski. W 1977 było tu 49 indywidualnych gospodarstw, a dziesięć lat później tylko 31 (1988). Z rolnictwa utrzymywało się 56% ludności czynnej zawodowo. W 1978 roku zapadła decyzja o budowie zbiornika retencyjnego, ale w 1986 zrezygnowano z jego realizacji, a wieś zaczęła się nawet rozwijać (remont i rozbudowa domów). Działał tu klub sportowy KS Spartakus oraz istniało boisko sportowe. Prócz kościoła i cmentarza, we wsi istniała szkoła, przedszkole, sklep ogólnospożywczy, OSP, działało Koło Gospodyń Wiejskich. Obok wsi powstała żwirownia Pilce-Suszka, następnie Wrocławskie Kopalnie Surowców Mineralnych – WKSM Kopalnia Pilce, (istniejąca do dzisiaj). W latach 90. XX w. wraz z eksploatacją żwiru wokół wsi powstały stawy.
W lipcu 1997 roku Pilce nawiedziła powódź tysiąclecia. Wieś została doszczętnie zalana przez Nysę Kłodzką, która wyżłobiła sobie przez nią nowe koryto, niszcząc przy tym wiele pól. W związku z tym rząd podjął decyzję o budowie zbiornika retencyjnego na tym terenie i likwidacji wsi, która znaleźć się miała na jego przyszłym obszarze. Dla mieszkańców przeznaczono osiedle domków jednorodzinnych w Kamieńcu Ząbkowickim, zbudowane za pieniądze rządu szwedzkiego. W ciągu dwóch lat wykupiono grunty i przeniesiono ludność do nowych budynków. Wieś oficjalnie przestała istnieć na początku 2000 roku. Domy i kościół rozebrano, a następnie wysadzono ich fundamenty. Zlikwidowano cmentarz, przenosząc groby głównie do Kamieńca Ząbkowickiego. Ostatnią Mszę Świętą w kościele w Pilcach odprawił proboszcz z Ożar – ks. Marek Połochajło 26 grudnia 1999 roku. Wyposażenie kościoła przeniesiono do innych świątyń dekanatu kamienieckiego. Jako ostatni został rozebrany most łączący wieś z Suszką.

## Geografia
Pilce położone były w południowej części gminy Kamieniec Ząbkowicki na prawym brzegu Nysy Kłodzkiej, na wysokości 225 m n.p.m., przy zlikwidowanej szosie z Ożar na południu do Suszki na północy. Zajmowała obszar 373 ha, który znajduje się na dnie Zbiornika Kamieniec.
Podłoża tworzą mioceńskie iły, muły i piaski, które obecnie wydobywane są w trakcie kształtowania niecki i obwałowań pod przyszły zbiornik retencyjny.
Rejon wsi nie jest oficjalnie dostępny, a most na Nysie Kłodzkiej od strony Suszki został rozebrany.

## Ważniejsze obiekty
- Kościół Matki Bożej Pocieszycielki – bezstylowy z 1850 roku.
- Szkoła Podstawowa
- Przedszkole
- Sklep Ogólnospożywczy (dawniej GS)
- WKSM Kopalnia PILCE
- OSP Pilce
- Świetlica wiejska